# Micromoema
Micromoema is een monotypisch geslacht van straalvinnige vissen uit de familie van de killivisjes (Rivulidae).

## Soort
- Micromoema xiphophora (Thomerson & Taphorn, 1992)